# ABB
ABB es una corporación multinacional tecnológica sueco-suiza con sede central en Zúrich, Suiza que se especializa en robótica, generación de energía eléctrica, automatización, equipamientos industriales, motores, movilidad y otras tecnologías de electrificación e ingeniería. ABB opera en más de 100 países y emplea a más de 149.000 personas. En 2020 tuvo una facturación de 37.015 millones de dólares. Fue clasificada en 2018 en el puesto 284 del ranking Fortune Global 500, en el cual lleva más de 28 años, y en la posición 226 en el ranking de mayores empresas del mundo Forbes Global 2000. ABB cotiza en las bolsas de Zúrich, Estocolmo y Nueva York. Desde 2016 ABB es el Patrocinador Oficial de Título de la 'ABB Fórmula E', el principal campeonato mundial de vehículos de carreras eléctricos. En 2020, Boston Consulting Group consideró a ABB una de las 50 empresas más innovadoras del mundo, y en 2018 Fortune la consideró como la 8.ª empresa que más está Cambiando el Mundo en el Change the World Ranking.

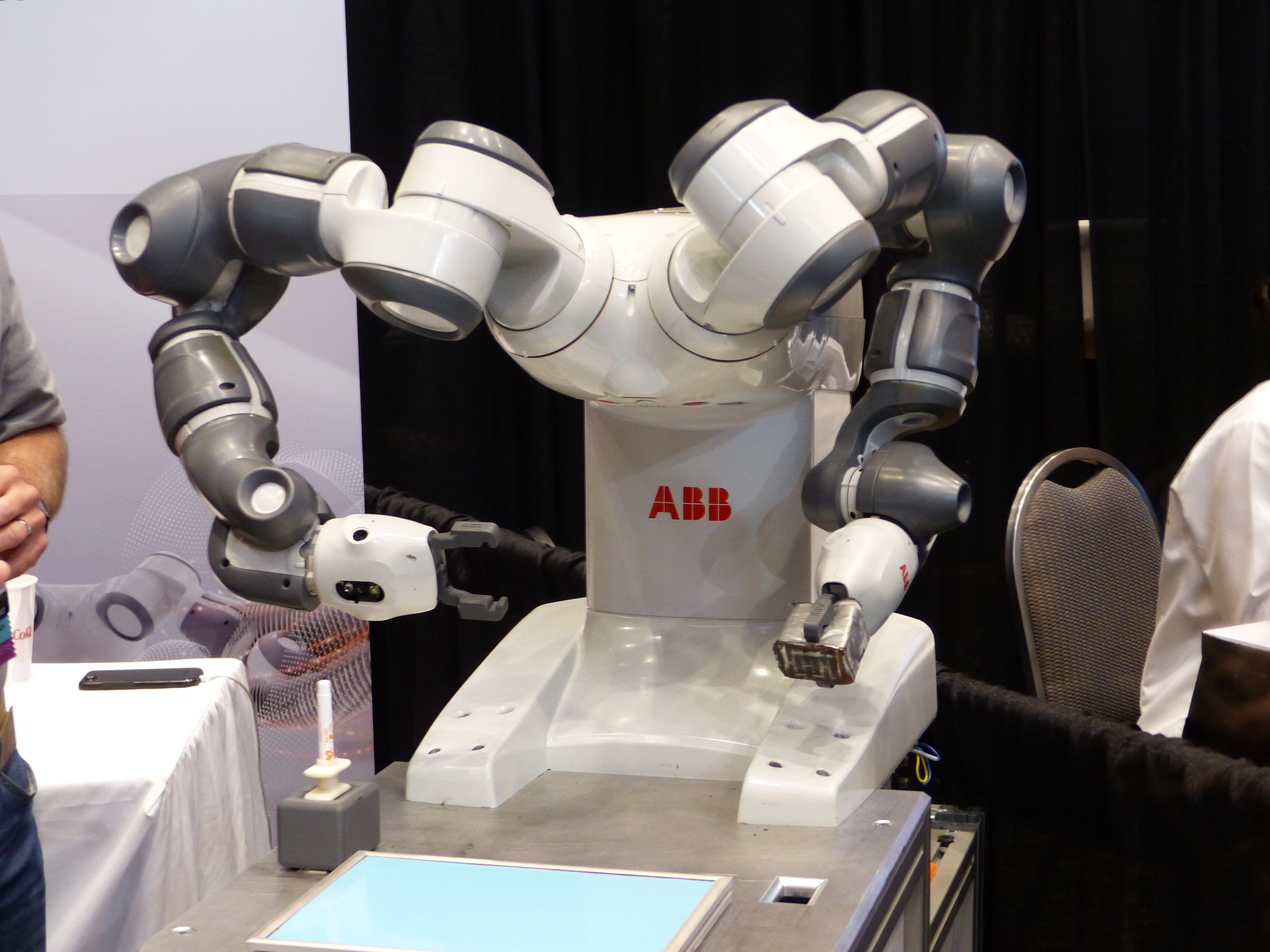
YuMi, un robot de ABB articulado de doble brazo.

Además de ser una de las mayores corporaciones de ingeniería y tecnología del mundo, ABB es la cuarta empresa más grande centralizada en Zúrich, la octava en Suiza y el mayor empleador industrial del país. Asimismo, la consultora británica Brand Finance reconoció en 2019 a ABB como la tercera marca más valiosa de suiza. En 2021, la revista Corporate Knights consideró a ABB en la posición 33 de las empresas más sostenibles a nivel global.
Entre los principales competidores de ABB se encuentran: Siemens, GE, Hitachi, Bosch, Honeywell, Schneider Electric y Samsung C&T.

## Historia
ABB, acrónimo de Asea Brown Boveri, es el resultado de la fusión empresarial, en 1988, de la empresa sueca ASEA y del grupo suizo 'Brown, Boveri & Cie (BBC)', industria suiza que había adquirido previamente a Maschinenfabrik Oerlikon en 1967.

### ASEA
Elektriska Aktiebolaget (en sueco: ‘Compañía Eléctrica’) fue una empresa fundada por Ludwig Fredholm en Estocolmo en 1883 para la fabricación de dinamos diseñados por un joven ingeniero llamado Jonas Wenström. El éxito subsecuente impulsó a Fredholm a expandir operaciones y fusionarse con Goran Wenström, hermano de Jonas. La empresa resultante de la fusión, bautizada como Allmänna Svenska Elektriska Aktiebolaget (ASEA) fue creada el 18 de noviembre de 1890 con el propósito de proveer equipos eléctricos para la industria sueca en general. Goran Wenstrom compartió responsabilidades gerenciales con Fredholm, quien también se desempeñó como presidente de la Junta.
Con el advenimiento de la era de la electricidad, ASEA se convirtió en la compañía pionera de este sector en Suecia; la electrificación de un tren de laminación en la ciudad de Hofors es considerada como la primera conversión de su tipo en el mundo y en 1893, ASEA construyó el primer sistema eléctrico de transmisión trifásico en Suecia, entre Hellsjon y Grängesberg.

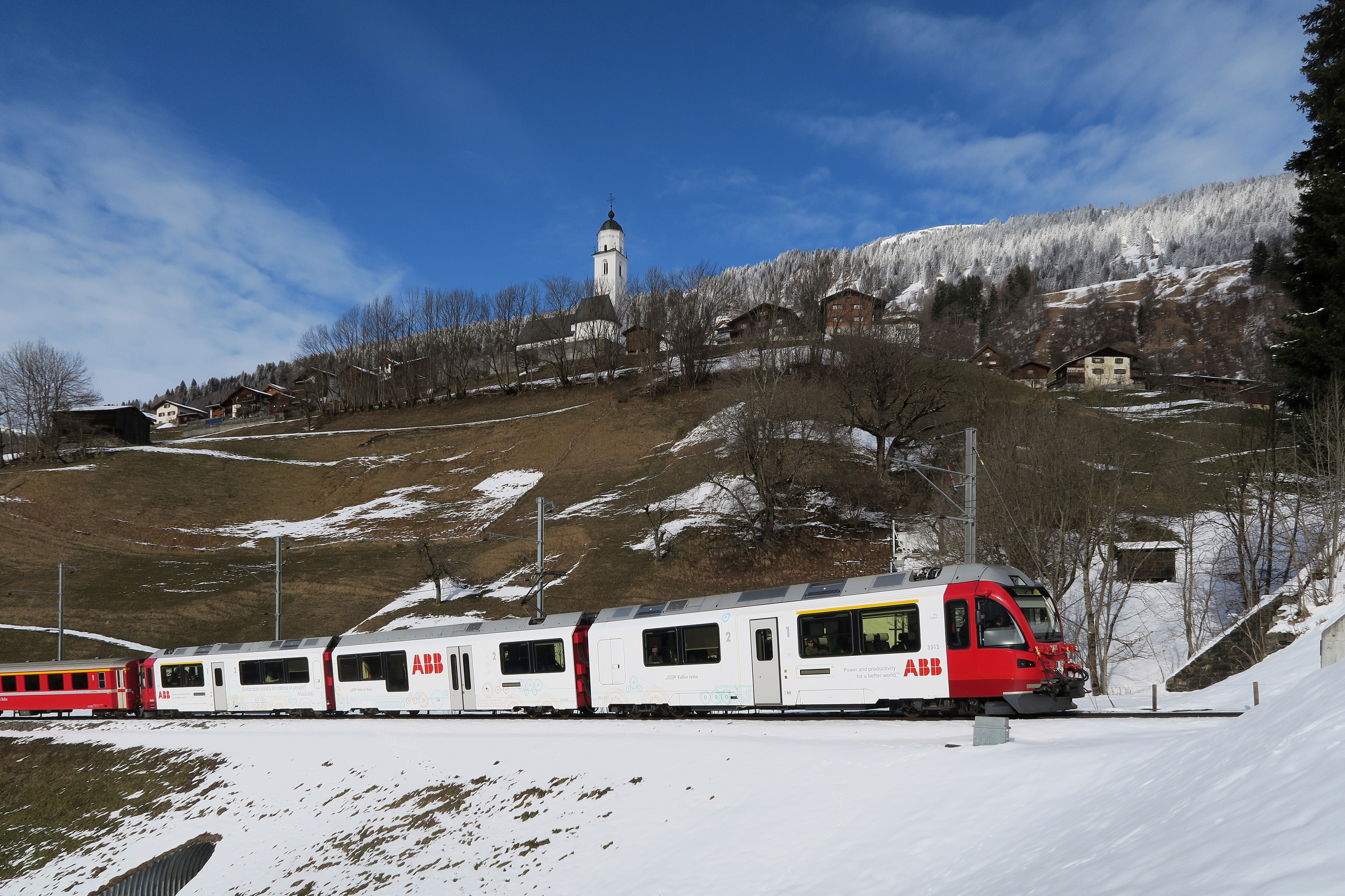
Tren eléctrico equipado por ABB en los Alpes suizos.

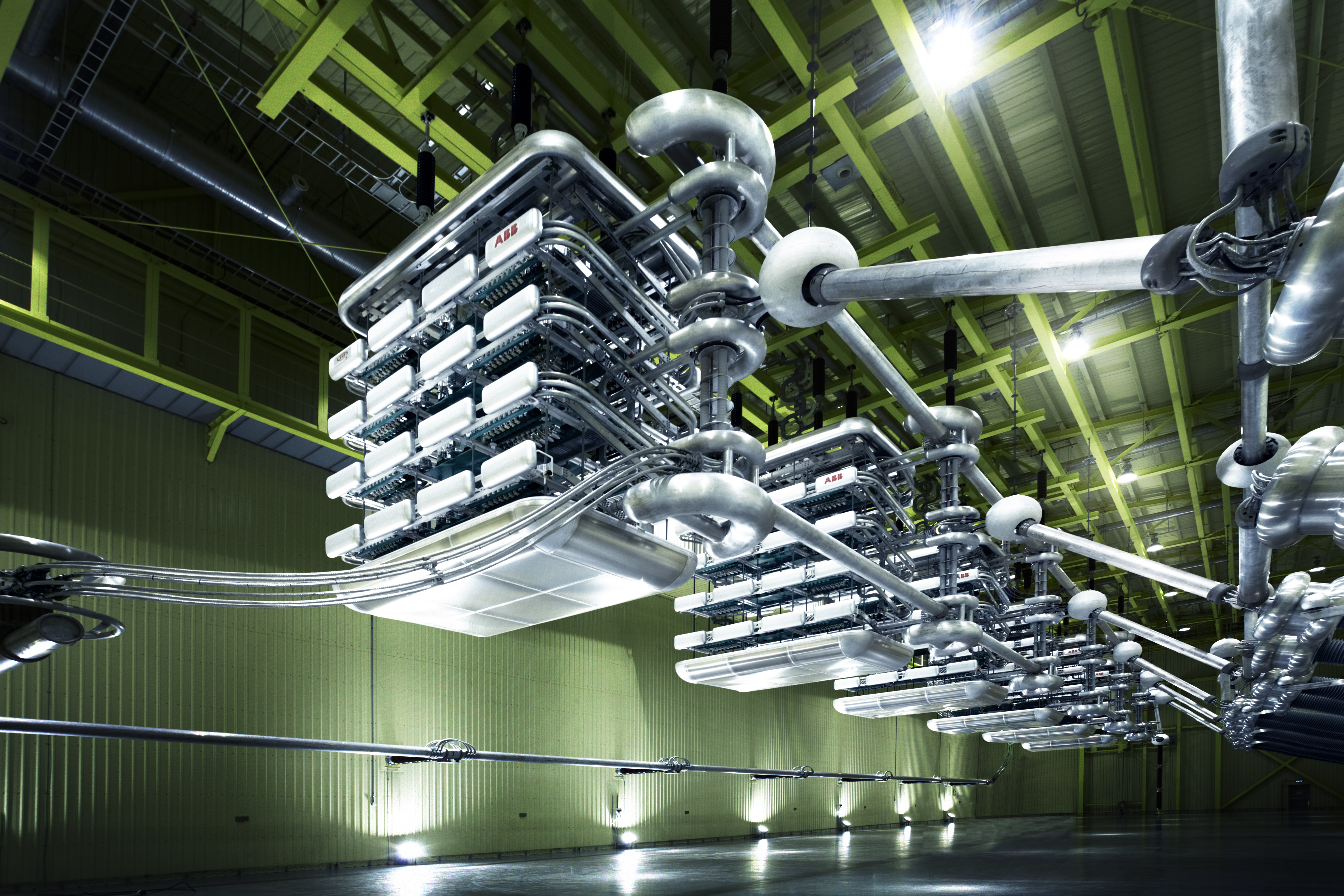
Tiristores de ABB.

Después de una fuerte expansión internacional, la empresa entró en el negocio de tracción ferroviaria, suministrando las locomotoras y el equipo convertidor para los primeros ferrocarriles eléctricos de la línea de Estocolmo-Gotemburgo. En 1932 construyó el transformador trifásico con enfriamiento natural más grande del mundo. En 1933, ASEA y LM Ericsson Telephone Company firmaron un pacto comercial que estipulaba que ambas empresas no competirían entre sí en ciertos sectores del mercado eléctrico. Como parte de dicho acuerdo, ASEA adquirió Elektromekano, lo que le permitió hacerse con el control absoluto de gran parte del mercado de equipamiento eléctrico en Suecia. Asimismo, la empresa se expandió a nuevos nichos de mercado, a través de la adquisición de Svenska Flaktfabriken, empresa especializada en logística y transporte aéreo, así como del mayor fabricante de motores eléctricos en Polonia, con la finalidad de aumentar su capacidad de producción interna.
Durante la Segunda Guerra Mundial, las operaciones de ASEA se vieron fuertemente limitadas debido a la ocupación de gran parte de Europa por las fuerzas nazis. En los primeros tiempos de posguerra, la demanda interna de energía se disparó, obligando a las empresas de servicios públicos a una rápida expansión, pero la empresa era incapaz de satisfacer tal demanda de equipos eléctricos, debido a la escasez de materia prima. ASEA llevó a cabo la instalación de la primera línea de transmisión a 400 kV (kilovoltios) AC (de corriente alterna) en el mundo, tendida entre Harsprånget y Hallsberg, en 1952.
Entre otros hitos destacables, la compañía afirma haber producido el primer diamante sintético en 1953, dos años antes de que General Electric anunciase un logro similar en los Estados Unidos. También instaló la primera línea de transmisión permanente de alta tensión en corriente continua (HVDC), uniendo al territorio continental sueco con la isla de Gotland, en 1954. A mediados de la década de 1950, la empresa presentó su modelo de locomotora eléctrica clase ligera, que le dio un notorio impulso a sus actividades de comercialización de equipo ferroviario a nivel internacional.

En 1960, se instaló una fábrica de equipamiento eléctrico en México y, al año siguiente, la empresa fue reestructurada, con una nueva organización divisional y una subsecuente reubicación de algunas de sus instalaciones. Se organizó una división de electrónica, marcando el inicio de la transición de ASEA que, de un tradicional fabricante de equipos eléctricos se convirtió en una empresa de electrónica con tecnología de alta precisión. Durante este período, ASEA ejecutó la construcción de la primera central nuclear a gran escala en Suecia. La compañía se asoció con la división nuclear de la empresa estatal Atom-Energi para formar ASEA Atom en 1968, para luego adquirir el restante 50 % estatal de Atom-Energi en 1982.

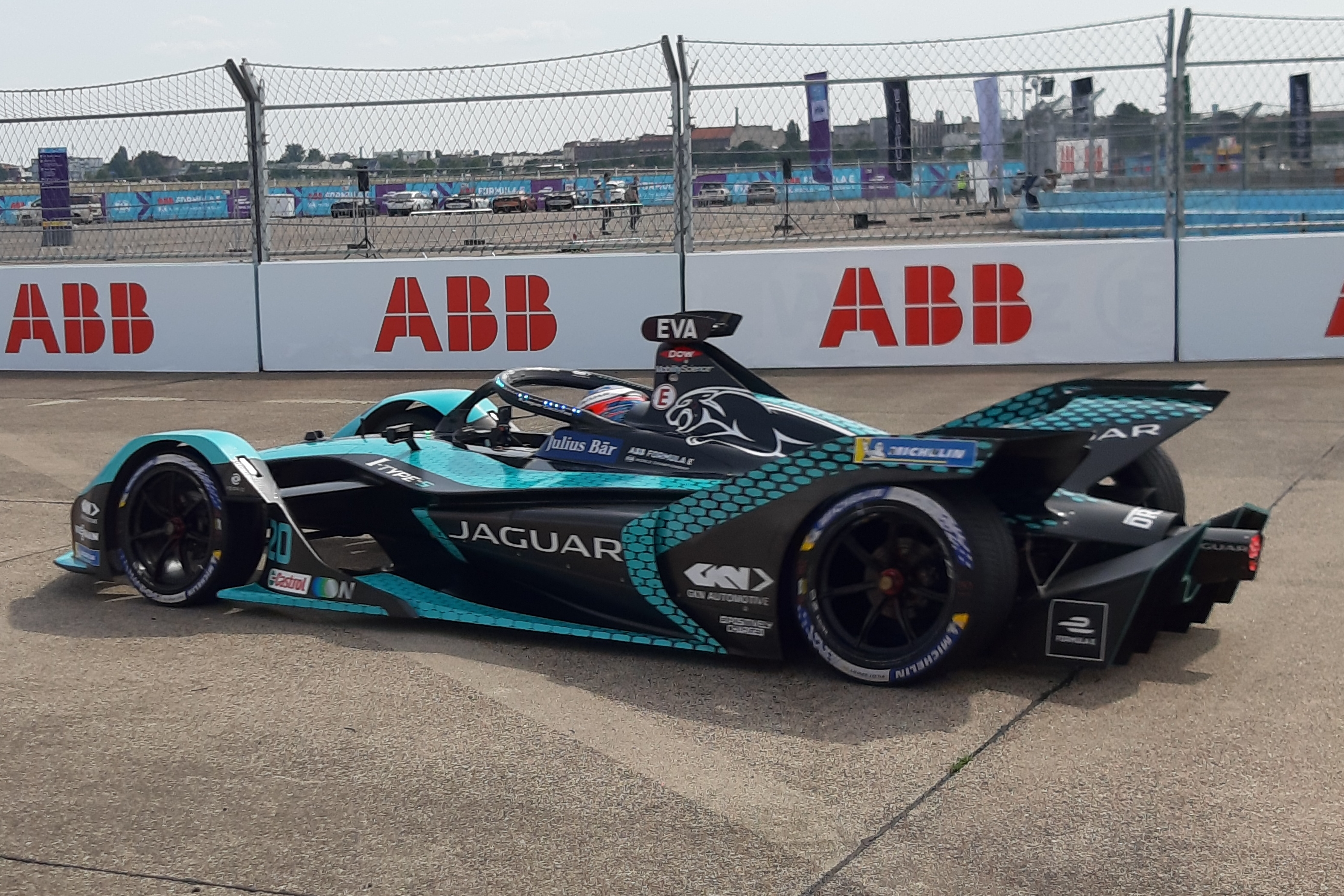
Coche de carreras Jaguar Racing en el E-Prix de Berlín en 2021, parte del Campeonato Mundial de la FIA, ABB Fórmula E.

En 1963, ASEA dio nuevamente un salto adelante introduciendo un tiristor con diseño optimizado, capaz de manejar más potencia que los dispositivos conocidos para la época. Como resultado, la compañía comenzó a producir locomotoras tiristorizadas para sistemas de tracción ferroviaria en Suecia y el resto de Europa y, desde mediados de la década de 1970, en las líneas de Amtrak ubicadas en la conurbación BosWash, en los Estados Unidos.
ASEA se revitalizó a principios de la década de 1980, de la mano del director ejecutivo Percy Barnevik, expandiéndose en áreas de alta tecnología, con grandes inversiones en robótica y en electrónica de última generación. Los costes de desarrollo de la robótica perjudicaron notablemente los beneficios del sector en un primer momento, pero la percepción de Barnevik era continuar invirtiendo en la robótica y en la automatización industrial, considerándolas como áreas de alto crecimiento en el largo plazo. A finales de la década de 1980, ASEA tenía ya una cuota importante del floreciente mercado de controles industriales, así como del aprovechamiento de la energía calórica residual. Con ello, además, la compañía se posicionaba para beneficiarse de un cada vez más creciente interés por controlar los niveles de contaminación industrial en el mundo desarrollado.

### Brown, Boveri & Cie
Brown, Boveri & Cie fue fundada en Baden (Suiza) en 1891 por Charles Eugene Lancelot Brown y Walter Boveri, exempleados de Maschinenfabrik Oerlikon. Su desarrollo es interesante porque fue una de las pocas empresas multinacionales en operar filiales de un tamaño mayor que el de la casa matriz. Debido a lo reducido del mercado interno suizo, Brown Boveri estableció filiales en toda Europa en un plazo relativamente corto y a consecuencia de ello, confrontó dificultades para mantener un buen control administrativo sobre varias de sus grandes unidades operativas.
Las primeras actividades de Brown Boveri se limitaban a la fabricación de componentes eléctricos tales como motores para locomotoras y equipos generadores de energía para sistemas ferroviarios en Europa. En 1919 la empresa firmó un acuerdo de licencia con la empresa británica Vickers, que dio a esta última el derecho a fabricar y comercializar los productos Brown Boveri en todo el Imperio británico y en algunas zonas de Europa. Dicho acuerdo significó para Brown Boveri la recepción de un significativo flujo de dinero y la posibilidad de incrementar considerablemente sus ingresos anuales, así como también ayudó a la compañía a expandirse hacia mercados extranjeros en un momento en el cual muchas políticas proteccionistas obstaculizaban las expansiones internacionales.
En la década de 1920, Brown Boveri, ya convertida en una empresa geográficamente extensa y con filiales en Italia, Alemania, Noruega, Austria y los Balcanes, sufrió sus primeras pérdidas significativas debido a las devaluaciones experimentadas por el franco francés y el marco alemán. Al mismo tiempo, en el mercado interno suizo, se incrementaron los costos de producción en tanto que las ventas se mantuvieron estáticas, causando pérdidas adicionales a la empresa. Como consecuencia, en 1924 Brown Boveri devaluó su capital en 30 % para poder cubrir las pérdidas sufridas en ese periodo. En 1927, cesó el acuerdo con Vickers, el cual no fue renovado.
En esa misma época, las distintas filiales de Brown Boveri crecieron velozmente. La industrialización de Europa creó una fuerte demanda de equipos eléctricos para la industria pesada. La floreciente industria ferroviaria italiana dio un impulso particularmente fuerte a la filial de Brown Boveri en ese país y la fábrica de la compañía en Alemania desarrolló un volumen de negocios mucho mayor que el de la casa matriz suiza. En las décadas siguientes, Brown Boveri creció a un ritmo más rápido que el de los avances tecnológicos en la ingeniería eléctrica. La tendencia de cada filial era a desarrollarse de forma individual, como si fuesen empresas nacionales en cada país en los cuales existían operaciones y su extensa cobertura geográfica ayudó a aislar a la casa matriz durante épocas de crisis graves, cuando determinadas regiones experimentaban dificultades económicas.
Sin embargo, este tipo de desarrollo segmentado tenía sus inconvenientes. Después de la Segunda Guerra Mundial, la Guerra Fría presentó grandes oportunidades de negocio para contratistas de defensa relacionados con la industria eléctrica, pero las filiales de Brown Boveri eran a menudo percibidas como empresas extranjeras en muchos de los países en que operaban, haciendo a menudo difícil la adjudicación de lucrativos contratos gubernamentales relacionados con tecnología sensible y confidencial. La empresa, no obstante, destacó en el ámbito de la generación de energía eléctrica, inclusive fabricando generadores para centrales nucleares. Los esfuerzos de electrificación llevados a cabo en países del tercer mundo también proporcionaron a Brown Boveri ganancias sustanciales. En ese sentido, cabe destacar la apertura de grandes fábricas de producción en Argentina (1946), México (1947), Venezuela (1955) y Perú (1963). En 1970, Brown Boveri inició una amplia reorganización. Las filiales de la empresa fueron divididas en cinco grupos: alemán, francés, suizo, «mediano tamaño» (con siete bases de producción en Europa y América Latina), y Brown Boveri Internacional (las demás filiales). Cada uno de estos grupos fue desglosado así mismo en cinco divisiones de productos: generación eléctrica, electrónica, distribución de energía, equipos de tracción y equipos industriales.

### Fusión
A comienzos de la década de los 90, ABB adquiere Combustion Engineering, empresa estadounidense líder en desarrollo de suministros energéticos nucleares y convencionales en el mercado norteamericano. Posteriormente, continuando con sus planes de expansión, adquirió ELSAG Bailey en 1999, firma que agrupaba a Bailey Controls, Hartmann & Braun, and Fischer & Porter. Hasta ahora, esta ha sido la mayor adquisición en la historia de la corporación y con ella, ABB se ha convertido en el líder del mercado de automatización a nivel mundial.

### Historia reciente y hechos notables

Presencia del Grupo ABB en el mundo.

- Presencia del Grupo ABB en el mundo.En 1990, se realiza el lanzamiento mundial de una línea de productos denominada Azipod, un sistema de propulsión eléctrica para el uso de embarcaciones.

- En 2000, ABB firmó un contrato para suministro de equipos y servicios para dos centrales nucleares norcoreanas, bajo un acuerdo multinacional (KEDO) firmado en 1995 por los Gobiernos de Estados Unidos, Japón, la República de Corea, y la Unión Europea. Ese mismo año, la corporación disolvió una empresa conjunta formada previamente con la francesa Alstom llamada ABB-Alstom Power y vendió la parte de sistemas de generación convencional y transporte ferroviario a Alstom Power. ABB vendió además su negocio de generación nuclear a la empresa Westinghouse Electric Company.

- ABB sufrió un proceso de reestructuración en 2005 para poder enfocarse en sus principales negocios: generación eléctrica y automatización industrial. Esta reestructuración llevó a la empresa a estructurarse en cinco divisiones: Power Products, Power Systems, Power Automation, Discrete Automation and Motion y Low Voltage Products.

- En 2001, la empresa fue lanzada en la bolsa de New York. Este mismo año la compañía fue calificada como la primera en el índice Dow Jones Sustainability, indicador mundial de la responsabilidad social de la empresa.

- En 2005, la empresa se estructura en cinco divisiones: Power Products, Power Systems, Automation Products, Process Automation y Robotics.

- En 2008, la empresa participa en el proyecto del conexionado submarino más largo en su momento en el mundo con la tecnología HVDC (corriente continua de alta tensión). La conexión es de cerca 580 km (kilómetros) y conecta Noruega y los Países Bajos, permitiendo el aprovechamiento de la energía hidroeléctrica y de la energía eléctrica producida por centrales térmicas por los países participantes. Se estima que la interconexión evitó la emisión de 1.7 millones de toneladas de CO2.

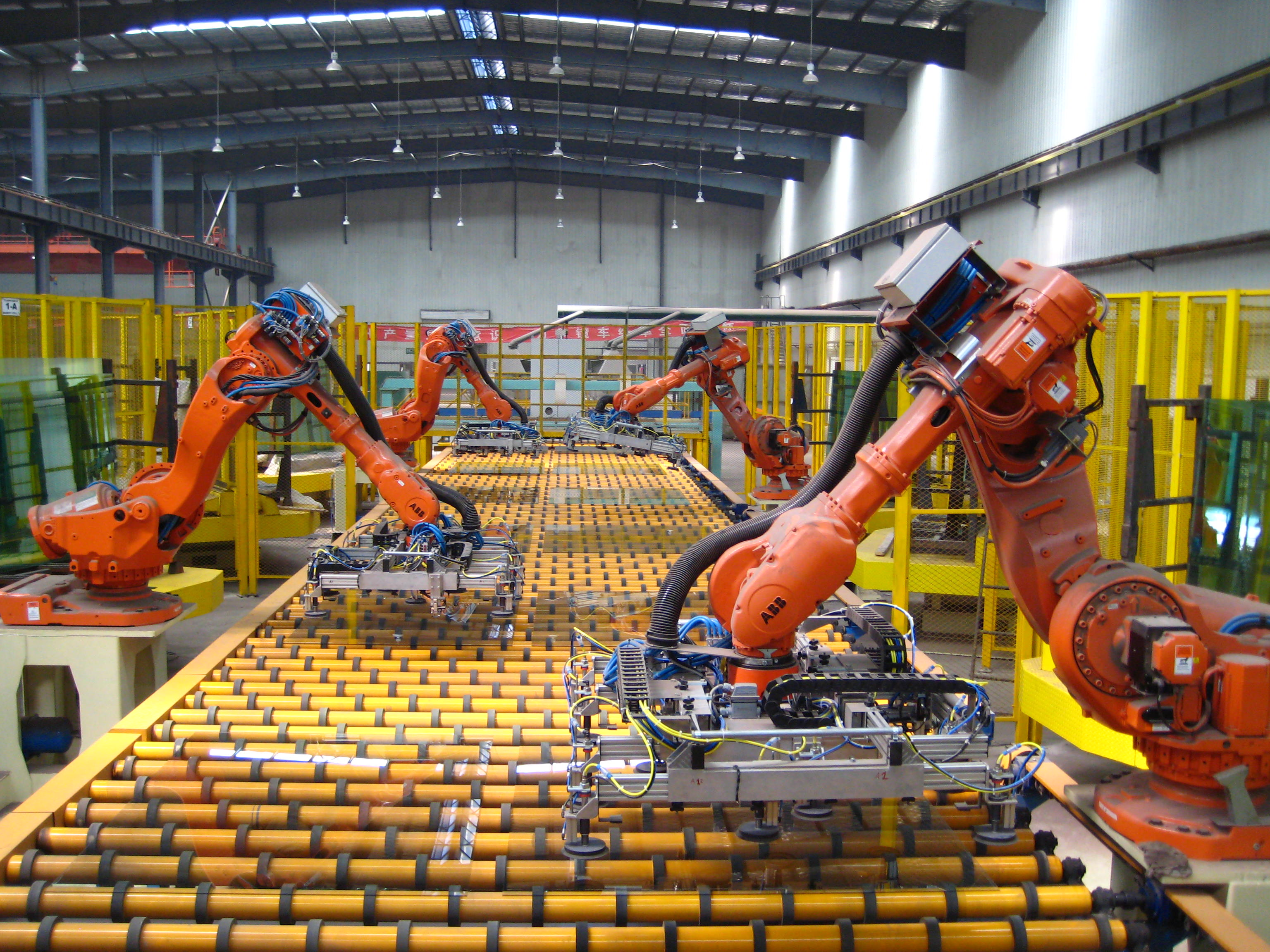
Varios robots ABB en una línea de producción.

- Varios robots ABB en una línea de producción.En 2010, se realiza la interconexión entre la central hidroeléctrica Xiangjaba en el suroeste de China a Shanghái con la tecnología UHVDC, transmitiendo potencia a una tensión de ±800 kV (kilovoltios) y con una capacidad de 7200 MW (megavatios).

- En 2011, se construyó la red eléctrica de 1000 MW más larga del mundo, SAPEI. Esta red eléctrica conecta Cerdeña con la península italiana, por medio de dos cables submarinos. Los cables fueron construidos por Prysmian y las estaciones de inversión tienen equipos de ABB.

- Desde 2016, la compañía comenzó un proceso de reestructuración hacia cuatro divisiones: Electrification Products (electrificación de todos los puntos de consumo), Robotics and Motion (soluciones de robótica y de movimiento inteligente), Industrial Automation (automatización industrial) y Power Grids.

- En 2017, ABB compra GE Industrial Solutions para entrar en el mercado de breakers en América (desarrollo de redes eléctricas).[10]

- En 2018, ABB firma un acuerdo con la Fórmula E, convirtiéndose en patrocinador del campeonato y cambiando su denominación a ABB FIA Formula E Championship.

Durante este mismo año, ABB vende a la empresa japonesa Hitachi el 80.1 % de la división Power Grids, especializada en la producción y sistemas de servicio para la energía y la automatización (sustancialmente el mercado que trabaja para redes eléctricas). El negocio entre las dos empresas se estimó en 9.1 BUSD. ABB mantiene el 19.9 % y conserva una opción de salida para ejecutar en los siguientes tres años.

## Sectores de negocio

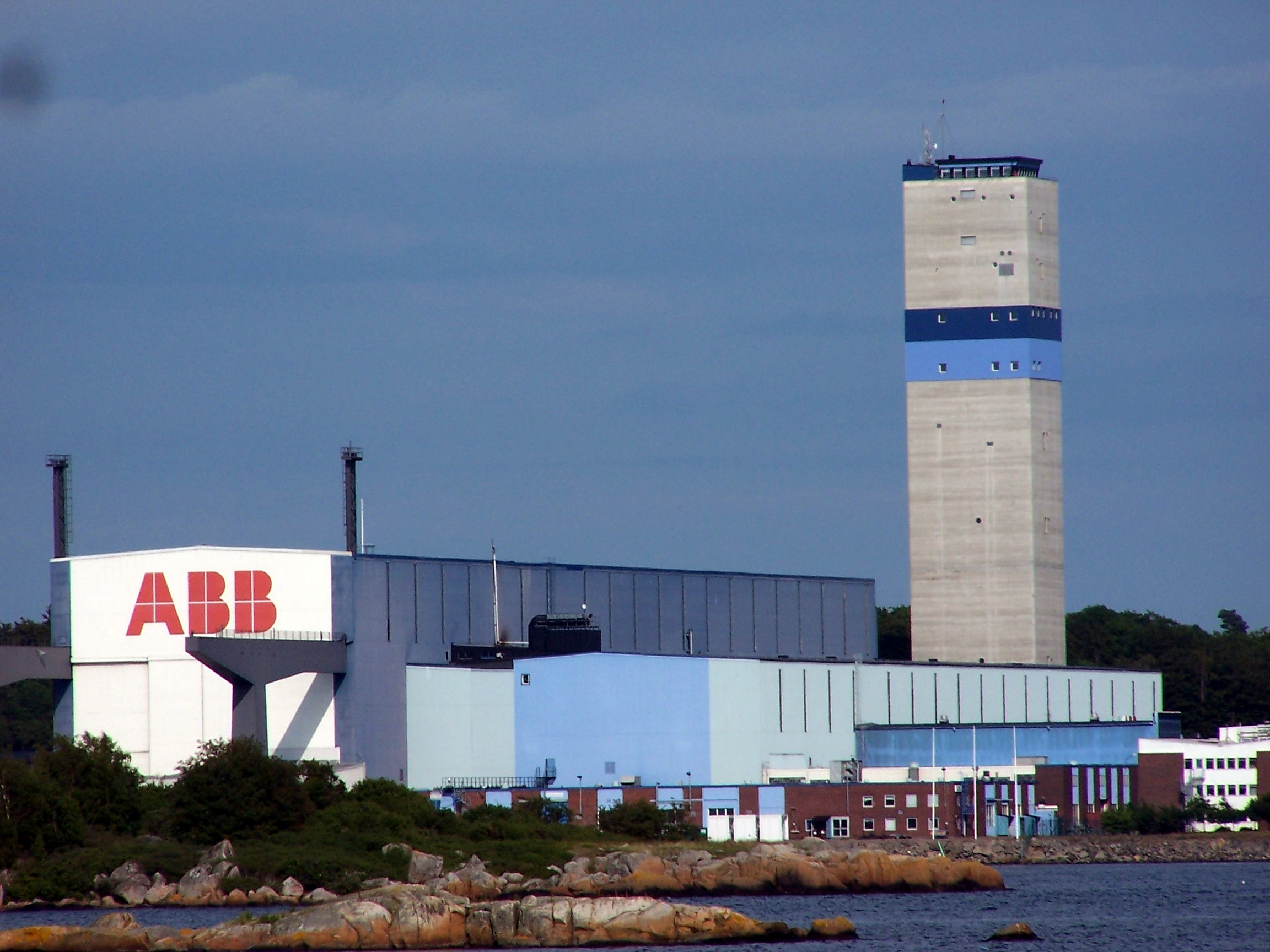
Fábrica de cables de alto voltaje

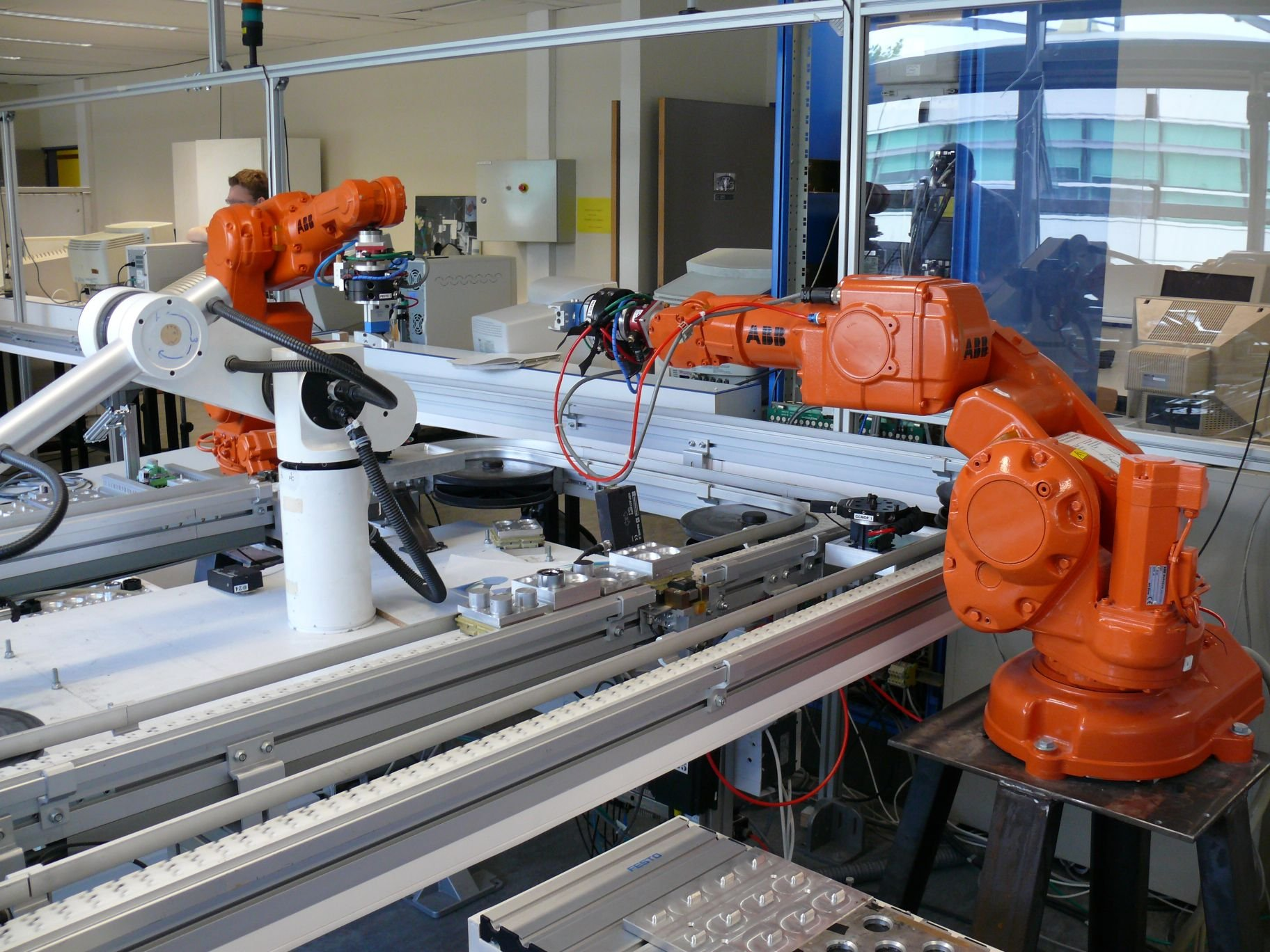
Robot industrial de ABB

Los cuatro sectores de negocio que lleva ABB en la actualidad son:

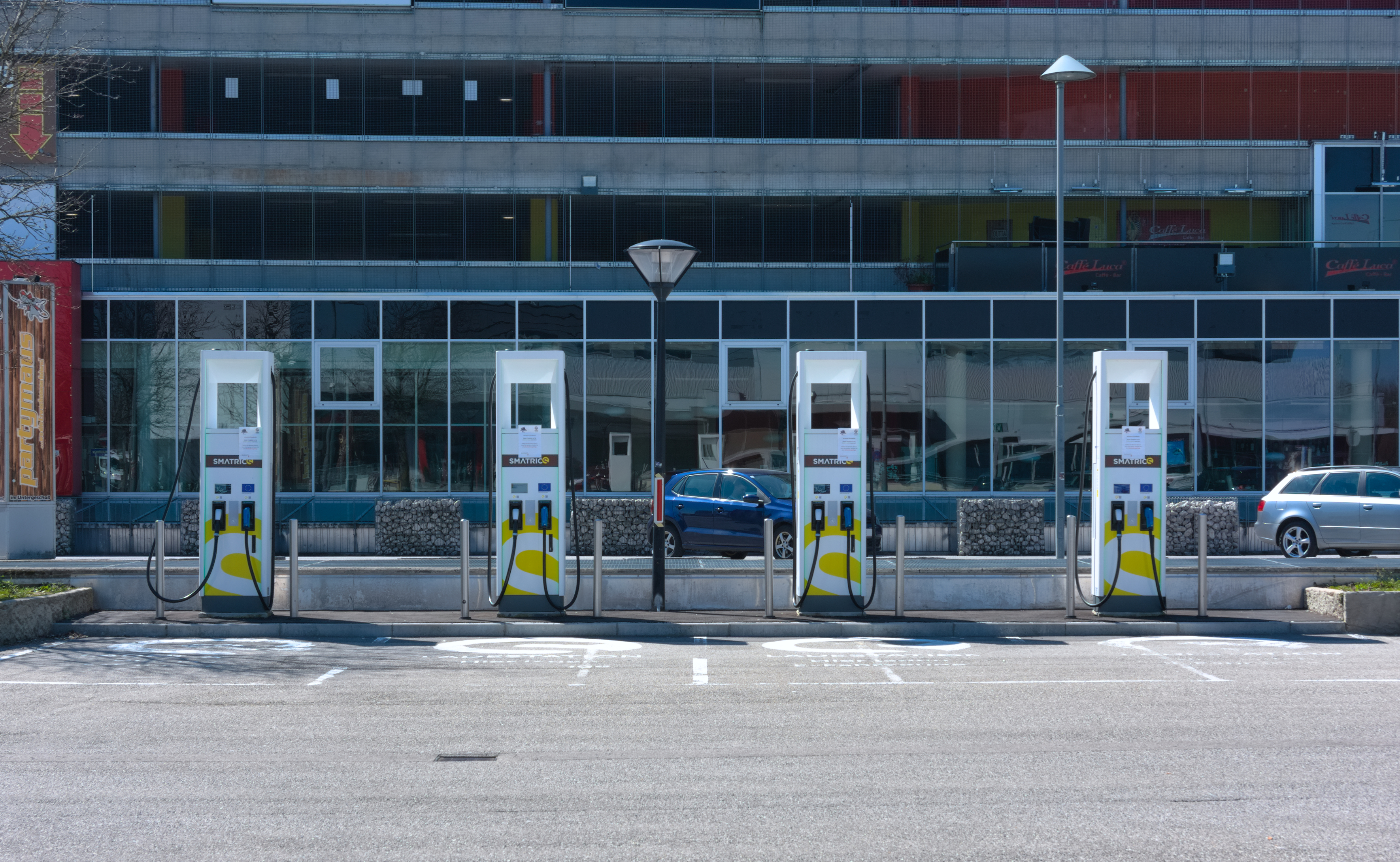
Estación de carga de vehículos eléctricos en Salzburgo, Austria, con cargadores ABB.

### Power Grids
La división Power Grids es el primer suministrador mundial de productos eléctricos y de automatización, sistemas y soluciones de servicio, a lo largo de toda la cadena de valor eléctrica: generación, transporte y distribución. Da servicio a clientes de servicios públicos, industrias, transportes e infraestructuras, tanto directamente como a través de socios de canal. La división está enfocada en áreas clave como la integración de energías renovables, la creciente complejidad de las redes, la automatización de las redes, y las micro redes. Esta división también ofrece una gama completa de soluciones de consultoría, servicios y gestión de activos, basada en un planteamiento de ciclo de vida.

### Robotics and Motion
La división Robotics and Motion proporciona soluciones y servicios relacionados, que aumentan la productividad industrial y la eficiencia energética.
Sus motores, generadores y variadores de frecuencia, junto con su electrónica de potencia y su robótica aportan energía, movimiento y control a una amplia gama de aplicaciones de automatización. Su posición de liderazgo en generadores eólicos y su oferta creciente en energía solar complementan su enfoque industrial, aprovechando tecnologías compartidas, canales de distribución y plataformas de operaciones.

### Electrification Products
ABB ofrece una gama completa de soluciones de baja y media tensión para conectar, proteger, controlar y medir una amplia gama de sistemas eléctricos en las principales industrias, incluyendo el sector residencial.
Esta división mejora la fiabilidad y la eficiencia de las instalaciones eléctricas por medio de paquetes de subestaciones modulares, productos de distribución y automatización, aparellaje, accesorios de cableado, cabinas y sistemas de cableado, incluyendo sistemas KNX diseñados para integrar y automatizar la iluminación, la ventilación, la calefacción y la seguridad de las redes de comunicación de datos en los edificios. La división alberga igualmente la infraestructura de carga para autos eléctricos en corriente alterna y directa, siendo ABB el pionero en el mercado con más ventas a nivel global gracias a su producto insignia, el Terra 54, con un portafolio muy sólido que incluye equipos de alta potencia, con 350 kW (Terra HP UL). A partir de 2017 se integran al portafolio de productos, los sistemas de alimentación ininterrumpida, SAI (o UPS en inglés), desde 10 hasta 500 kVA.

### Industrial Automation
La prioridad de esta división de ABB es proporcionar a sus clientes productos y soluciones de instrumentación, automatización y optimización de sus procesos industriales. Entre las industrias a las que sirve están petróleo y gas, electricidad, productos químicos y farmacéuticos, pulpa y papel, metales y minerales, transporte marítimo y turbo máquinas. Entre los principales beneficios para los clientes están la mejora de la productividad de los activos y los ahorros de energía.

## Fusiones y adquisiciones
- 1883: Ludvig Fredholm crea Elektriska Aktiebolaget en Estocolmo, Suecia para fabricar equipos eléctricos de iluminación y generadores. En 1989 inventarían el sistema trifásico para generadores, transformadores y motores. Posteriormente Allmänna Svenska Elektriska Aktiebolaget se denominaría simplemente por sus acrónimos ASEA.
- 1891: Charles E. L. Brown y Walter Boveri crean Brown, Boveri & Cie (BBC) en Baden, Suiza. Poco después, Brown, Boveri es la primera compañía en transportar electricidad a alta tensión.
- 1969: BBC compra Busch-Jaeger Elektro GmbH (Alemania).[11]
- 1988: Fusión entre ASEA (Suecia) y BBC o Brown, Boveri & Cie (Suiza), estableciendo la sede en Zúrich. Tras la fusión, la compañía emplea a 160.000 personas.[12]
- 1990: ABB adquiere Combustion Engineering, (Nueva York, EE. UU.).[13]
- 1999: ABB adquiere Elsag Bailey Process Automation N.V. (Nueva York, EE. UU.), empleando en esta fecha ABB a 216.000 personas.[14]
- 1999: Creación de ABB Alstom Power (Holanda), tras la fusión en una joint venture 50%-50% de las respectivas unidades de negocio de generación de energía de ABB (Suiza) y Alstom (Francia). La unión de estas unidades de negocio emplea a 54.000 personas.[15] En el año 2000, Alstom compra a ABB su parte por 1.25 billones de €.[16]
- 2009: ABB adquiere Ensto Busch-Jaeger Oy (Porvoo, Finlandia).[17]
- 2010: ABB adquiere Ventyx (Atlanta, GA, EE. UU.) por más de 1 billón de dólares.[18]
- 2015: ABB, Bosch y Cisco crean Mozaiq Operations GmbH (Múnich, Alemania).[19] En 2019 se discontinua la actividad de la empresa.[20]
- 2015: ABB compra Gomtec (Múnich, Alemania).[21]
- 2016: ABB crea SynerLeap (Västerås, Suecia), la aceleradora de startups tecnológicas y hub de innovación de la empresa.[22]
- 2016: ABB adquiere SVIA Automation Solutions (Jönköping, Suecia).[23]
- 2017: ABB compra GE Industrial Solutions (Atlanta, EE. UU.), por 2.200 millones de euros.[24]
- 2017: ABB compra Bernecker + Rainer Industrie-Elektronik GmbH (B&R), (Eggelsberg, Austria).[25]
- 2020: Creación de Hitachi ABB Power Grids, como fusión de las unidades de negocio de redes eléctricas de Hitachi (Japón) y ABB (Suiza).[26] Posteriormente, ABB se quedará únicamente con el 19,1% de la joint venture.

## ABB en el resto del mundo

### ABB Argentina
Instalada desde mediados de la década del 20 en Argentina, posee una planta en Bella Vista, provincia de Tucumán. Cuenta con oficinas en el barrio porteño de San Telmo, en Rosario y en Neuquén. En 2019, realizó una inversión de 9 millones de dólares en una nueva planta de Esteban Echeverría, provincia de Buenos Aires. Uno de los objetivos de esta planta es exportar el 40 % de su producción a América Latina y otros destinos. En enero de 2023 cierra la nueva planta, mudando la manufactura a Brasil.

### ABB en España
La filial del Grupo ABB en España es Asea Brown Boveri, S.A. La sede social está en Madrid y cuenta con fábricas y talleres en Madrid, San Quirico de Tarrasa, Oyarzun, Zaragoza, Córdoba, y Valle de Trápaga.
Para el año 2014, contaba con más de 2000 empleados. Su cifra de facturación fue de 636 millones de euros. En el año 2018, tienen como objetivo volver a alcanzar los 1000 millones de euros de facturación y volver a los niveles precrisis.

### ABB México
En México, la presencia de ABB ha ido ganando terreno gracias al esfuerzo de sus empleados, a la presencia en prácticamente todo el país, con fábricas en Monterrey,San Luis Potosí y Matamoros. Las oficinas centrales (el corporativo) se ubican en Antara, Polanco, Ciudad de México.

## La Marca ABB
Con base en la valoración que hace la consultora británica Brand Finance cada año, en 2020 ABB tenía un valor de marca de 8.411 millones de dólares. El mismo estudio sitúa a ABB la 9.ª marca suiza más valiosa.

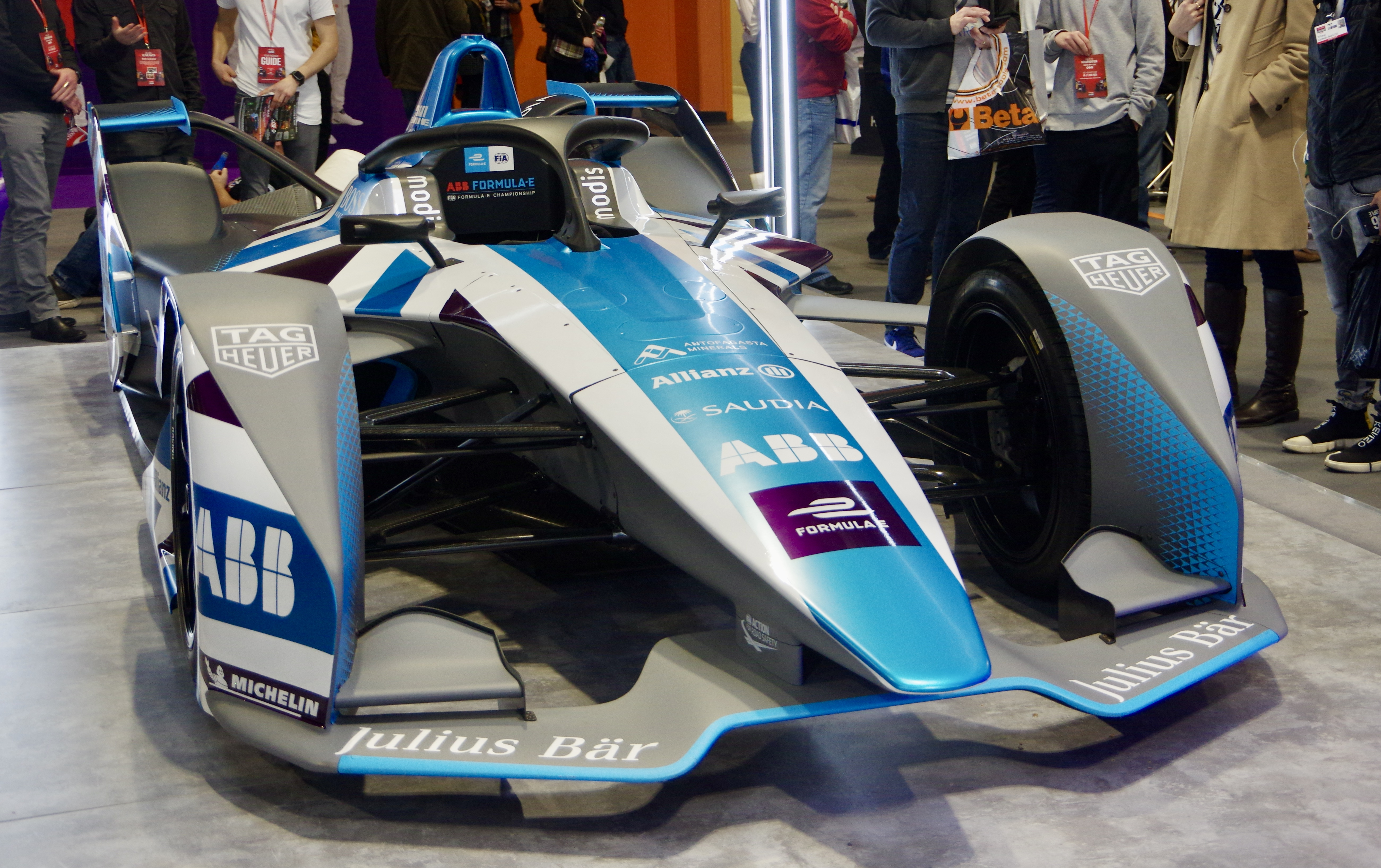
Spark SRT05e de la ABB Fórmula E en feria Autosport International en 2020

El logotipo de ABB fue creado en 1987 por el prestigioso diseñador británico Alan Fletcher, de la agencia Pentagram, tras la fusión de las empresas suiza y sueca. Cada una de las tres letras, acrónimos de Asea Brown Boveri, se dividió en cuatro bloques, con el objeto de representar cada una de las cuatro divisiones de negocio de la compañía.

## Campeonato Mundial ABB Fórmula E
Desde 2016 ABB es el Patrocinador Oficial de Título de la 'ABB Fórmula E', el principal campeonato mundial de vehículos de carreras eléctricos. El campeonato incluye marcas de fabricantes de automóviles como Porsche, Jaguar, Mercedes-Benz, DS, Nio, y Nissan. ABB es también socio oficial del equipo 'TAG Heuer Porsche Fórmula E'. Además, ABB cuenta con pilotos embajadores de la marca como Lucas Di Grassi, Sébastien Buemi, Simona De Silvestro y Nyck De Vries.

Logotipo del campeonato mundial de la Federación Internacional de Automovilismo (FIA) "ABB Formula E".